# Serampore
 (septembre 2018).
Si vous disposez d'ouvrages ou d'articles de référence ou si vous connaissez des sites web de qualité traitant du thème abordé ici, merci de compléter l'article en donnant les références utiles à sa vérifiabilité et en les liant à la section « Notes et références ».

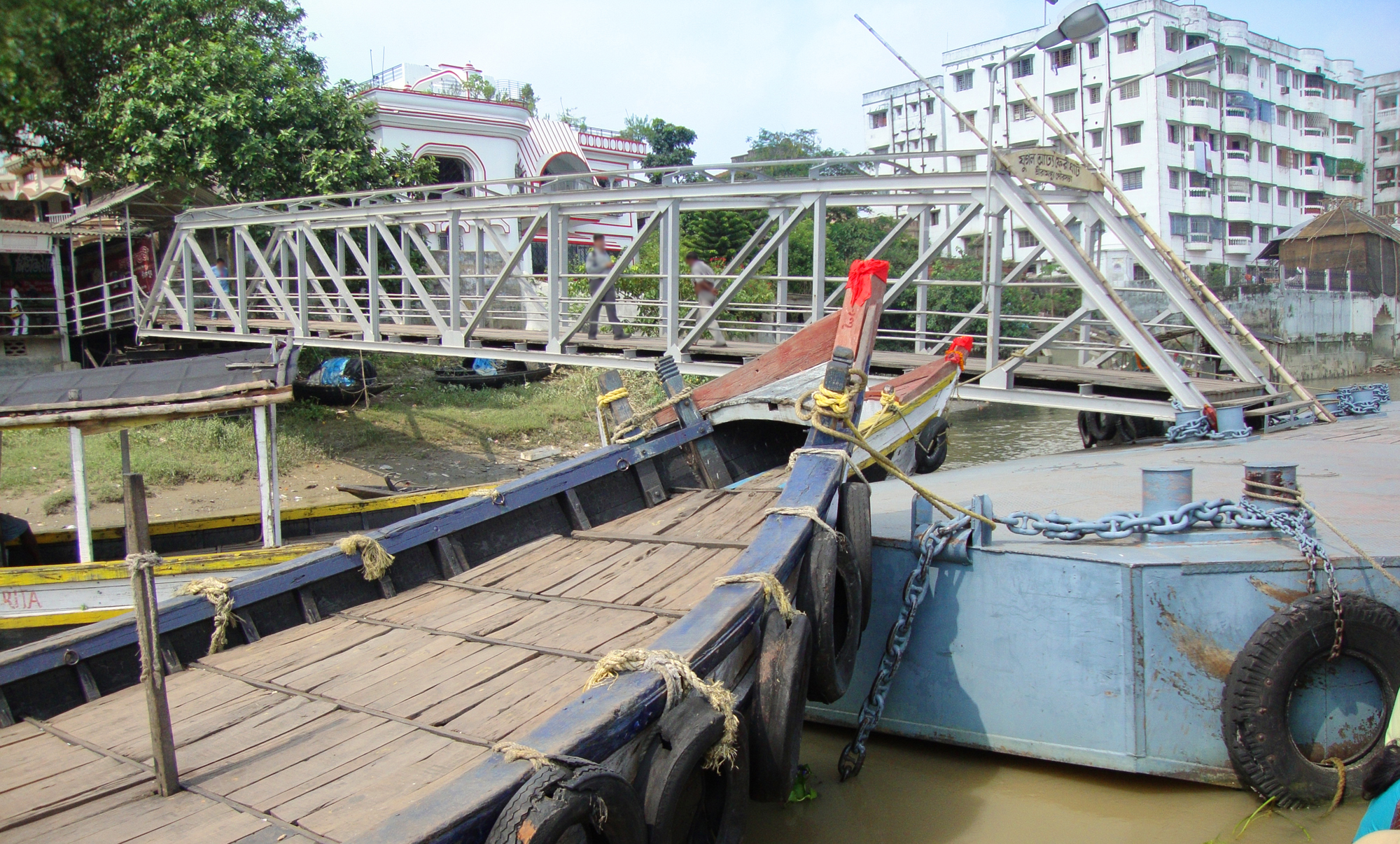
Quai du ferry de Serampore.

Serampore (ou Srirampur) est une ville située au nord de Calcutta, en bordure du fleuve Hooghly (rive droite), dans l'État du Bengale-Occidental (Inde). On trouve parfois en français la graphie Sérampour.

## Histoire
Alors appelé « Frederiksnagore », Serampore fut un comptoir commercial de l'Inde danoise, qui regroupait les territoires danois en Inde, de 1755 à 1845 (date à laquelle il fut vendu au Royaume-Uni). Les Danois vont rester 90 ans en cette colonie, mais ne vont pas laisser une grande empreinte sur place, excepté l'église Saint-Olaf. Les Danois vont se décider à vendre ce comptoir en 1845, car les Britanniques détenaient le monopole du textile dans la région, et donc, les perspectives économiques de cette colonie étaient limitées. Les mêmes problèmes économiques vont toucher le comptoir voisin français de Chandernagor. En 1845, la superficie de ce comptoir Danois était de 25 Kilomètres carrés, avec environ 30 000 habitants, dont une trentaine de Danois.

## Patrimoine
- Le « Serampore College », fondé en 1808 par William Carey, et devenu 'Université' en 1829 par une charte accordée par le roi du Danemark, Frédéric VI.
- L'église Saint-Olaf, construite en 1806.